# Epitome Gai
L'Epitome Gai è un'epitome, o riassunto, delle Istituzioni, opera di diritto romano del giurista Gaio, vissuto nel II secolo. Il riassunto ci è giunto tramite il suo inserimento nella Lex romana visigothorum, la raccolta di leggi scritte del Regno visigoto del 506.

## Contenuti
Delle Istituzioni originali sono riassunti i due libri riguardanti le personae (persone) e le res (cose), mentre non sono inserite le actiones (azioni), non più attuali in epoca tardo-antica.
L'epitome introduce alcune novità riguardo all'incestum: sono infatti considerati rapporti incestuosi anche i matrimoni tra zio paterno e nipote, tra cugini e tra affini in linea collaterale.